# Vrba (gmina Lukovica)
Vrba – wieś w Słowenii, w gminie Lukovica. W 2018 roku liczyła 82 mieszkańców.